# Iljušin Il-1
Iljušin Il-1 rusko Илью́шин Ил-1 je bil sovjetski enomotorni propelerski lovec, razvit med 2. svetovno vojno pri biroju Iljušin. Il-1 se je pojavil prepozno, v tistem času so Sovjetske letalske sile (VVS) že obvladovale nebo in tako so Il-1 preklicali.
Il-1 je bil na izgled podoben jurišniku Il-2 Šturmovik. 

## Specifikacije(Il-1)
Podatki iz The Osprey Encyclopedia of Russian Aircraft 1875–1995, pp. 107–8
Splošne karakteristike
- Posadka: 1
- Dolžina: 11,12 m (36 ft 5¾ in)
- Razpon kril: 13,40 m (43 ft 11⅝ in)
- Višina: 4,08 m[1] (13 ft 4⅝ in)
- Površina kril: 30,0 m² (323 ft²)
- Teža praznega letala: 4 285 kg (9 447 lb)
- Naložena teža: 5 320 kg (11 728 lb)
- Pogon letala: 1 ×  Mikulin AM-42, 1472 kW (vzletna moč) (1 973 KM)

 Zmogljivost 
- Maks. hitrost: 580 km/h (313 vozlov, 360 mph) na višini 3 260 m (10 696 ft)
- Doseg: 1000 km (540 nmi, 621 milj)
- Višina leta: 8 600 m (28 215 ft)
- Čas do višine 1000 m: 1,6 minut

Oborožitev

- Strelno orožje: 2 × 23 mm VJa-23 avtomatska topova
- Bombe: Do 200 kg bomb,